# Burgstall Achatzberg
Der Burgstall Achatzberg ist eine abgegangene hochmittelalterliche Höhenburg in Spornlage auf dem 480 m ü. NHN hohen „Achatiusberg“, Flur Burgstatt etwa 600 Meter südlich des Südendes der Innbrücke östlich über der Kirche St. Achatius in Wasserburg am Inn im Landkreis Rosenheim in Bayern. Die Anlage wird als Bodendenkmal unter der Aktennummer D-1-7939-0034 im Bayernatlas als „Siedlung der Hallstattzeit und der Frühlatènezeit sowie Burgstall des hohen Mittelalters“ geführt. 

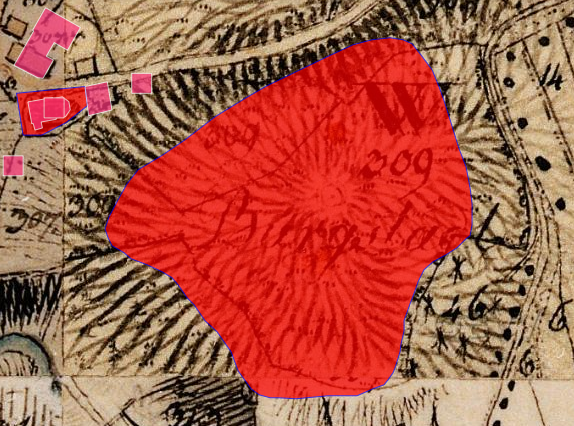
Lageplan des Burgstalls Achatzberg auf dem Urkataster von Bayern

Die Burg, auf deren Fläche auch Siedlungsfunde der Urnenfelder- und der Hallstattzeit gefunden wurden, stammt wohl aus dem 8./9. Jahrhundert und diente als Ungarnrefugium. Sie wurde später während des Hochmittelalters erneut ausgebaut. Erhalten haben sich von der ehemaligen Burganlage noch die Reste von umgebenden Ringwällen.